# Поник (Свентокшиське воєводство)
Поник (пол. Ponik) — село в Польщі, у гміні Сташув Сташовського повіту Свентокшиського воєводства.
Населення — 147 осіб (2011).
У 1975-1998 роках село належало до Тарнобжезького воєводства.

## Демографія
Демографічна структура на день 31 березня 2011 року:
|          | Загалом | Допрацездатний вік | Працездатний вік | Постпрацездатний вік |
| -------- | ------- | ------------------ | ---------------- | -------------------- |
| Чоловіки | 83      | 14                 | 55               | 14                   |
| Жінки    | 64      | 13                 | 34               | 17                   |
| Разом    | 147     | 27                 | 89               | 31                   |